# Valle del Belice

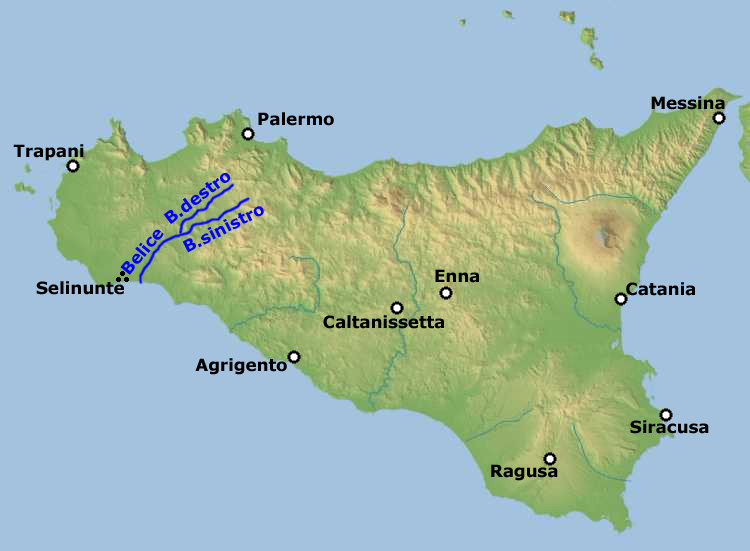
Il corso e la valle del Belìce nella Sicilia occidentale

La Valle del Belìce è la valle, prevalentemente collinare, costituita dal bacino idrografico entro il quale si estende il corso del fiume Belìce. Si trova nella Sicilia occidentale e occupa un'area compresa tra le province di Palermo, Trapani e Agrigento.

## Geografia fisica

### Idrografia
La valle è formata dal bacino idrografico del fiume Belìce costituito dall'unione di due rami, il Belìce Destro (56 km) che nasce presso Piana degli Albanesi, e il Belìce Sinistro (43 km), che scende invece dalla Rocca Busambra. Dopo la confluenza il fiume si sviluppa fino alla costa mediterranea con una lunghezza del corso principale di 95 km. La foce si trova nel comune di Castelvetrano in provincia di Trapani. Nella prima metà degli anni ottanta il Consorzio per l'Alto e Medio Belìce ha costruito uno sbarramento sul Belìce Sinistro, ai piedi della Rocca di Entella, dando vita a un invaso artificiale, il lago Garcia, che ha contribuito in parte a risolvere i seri problemi di approvvigionamento irriguo delle zone coltivate, divenendo anche un punto di riferimento per lo svernamento degli uccelli migratori.

### Aree naturali

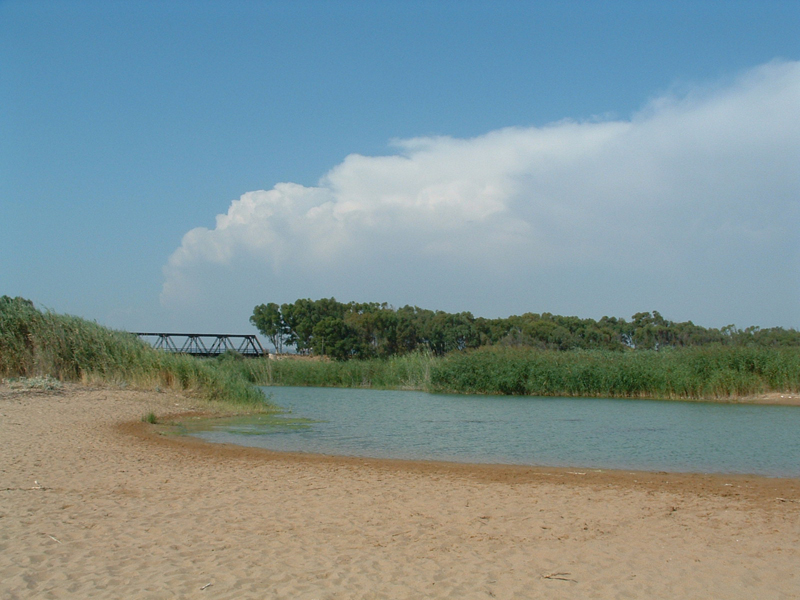
La foce del Belice

Nell'area della valle del Belìce sono presenti alcune aree naturali protette.
- La Riserva Naturale Integrale Grotta di Entella nel territorio comunale di Contessa Entellina. La Grotta di Entella, che è il motivo dell'istituzione della riserva, si sviluppa all'interno della Rocca (557 metri s.l.m.), che è un rilievo isolato proprio a monte della confluenza del Belìce Sinistro con il Belìce Destro. In tutto il promontorio della Rocca non sono presenti corsi d'acqua superficiali superficie: le acque piovane si infiltrano nel sottosuolo andando ad alimentare il vallone di Petraro e gli affluenti del Belìce Sinistro.
- La Riserva naturale Foce del Fiume Belice e dune limitrofe nel territorio comunale di Castelvetrano.

### Il terremoto del Belìce
Nel gennaio del 1968 la zona fu colpita da un forte movimento tellurico, noto come terremoto del Belìce, che devastò la maggior parte dei comuni della valle e del comprensorio. La ricostruzione successiva al sisma diede luogo a uno degli scandali più emblematici del secondo dopoguerra: a distanza di oltre 50 anni dall'evento, nonostante le faraoniche opere realizzate e l'enorme dispendio di fondi pubblici, i danni inferti dal terremoto non possono dirsi ancora completamente sanati.

## Storia

### Età antica
L'area della Valle del Belìce è stata frequentata e popolata sin dalla preistoria ed è ricca di siti archeologici, molti dei quali ancora non ben esplorati. Ha conosciuto l'insediamento di Sicani, Elimi, Fenici e Greci, un passato di cui rimangono imponenti rovine e manufatti d'ogni genere.

## Geografia Antropica
| Comuni della Valle del Belice | Comuni della Valle del Belice | Comuni della Valle del Belice |
| Provincia di Agrigento        | Provincia di Palermo          | Provincia di Trapani          |
| ----------------------------- | ----------------------------- | ----------------------------- |
| Menfi                         | Contessa Entellina            | Campobello di Mazara          |
| Montevago                     |                               | Castelvetrano                 |
| Sambuca di Sicilia            |                               | Gibellina                     |
| Santa Margherita di Belice    |                               | Partanna                      |
|                               |                               | Poggioreale                   |
|                               |                               | Salaparuta                    |
|                               |                               | Santa Ninfa                   |

### Economia
Agricoltura
La principale risorsa economica della Valle del Belìce è la produzione agro-alimentare e la coltivazione dell'olivo. Le prime tracce di coltivazione di olivo nella Sicilia occidentale risalgono alla dominazione fenicia del VIII secolo a.C. La coltivazione dell'olivo sul territorio continuò poi con l'insediamento dei greci: gli abitanti di Selinunte coltivarono e propagarono l'olivo colonizzando vallate e terre fertili dell'interno, producendo olio, come dimostrano le macine rinvenute vicino al Tempio, risalenti al V secolo a.C. Selinunte, secondo Plinio, fu importante città di commercio verso la Magna Grecia e il Mar Mediterraneo grazie alla propria flotta e alle derrate alimentari provenienti dal territorio: vino, cereali e olio.
Nel XV secolo d.C. si ebbe un incremento della produzione di olio di oliva, in seguito ad una forte migrazione di ebrei nel Trapanese, e nel XVIII secolo d.C. i Borboni impiegarono importanti risorse per aumentare ulteriormente la produzione di olio nell'area, piantando nuovi oliveti.
L'olivo era una coltura primaria della Valle del Belìce già nel 1600; a partire dal 1700 si è evoluto un ecotipo che nel corso dei secoli successivi ha dato origine a una delle più note cultivar italiane, la Nocellara del Belice, DOP della Sicilia, ma coltivata occasionalmente anche in altre regioni.

### Infrastrutture e trasporti
Strade
La valle del Belice è attraversata dall’autostrada A29 Palermo-Mazara del Vallo, costruita dopo il terremoto del Belice.
Ferrovie
La valle è attraversata dalla ferrovia Ferrovia Trapani-Palermo via Castelvetrano con fermate alle stazioni di Campobello di Mazara, Castelvetrano e Salemi-Gibellina.
Tra il 1910 e il 1931 fu realizzata la Ferrovia Castelvetrano-San Carlo-Burgio, per collegare i comuni della valle del Belice, soppressa definitivamente nel 1972.

## Monumenti e luoghi d’interesse

### Siti archeologici
- Selinunte;
- Entella, sito archeologico, noto per i cosiddetti decreti di Entella. È probabile che l'area abbia ospitato anche l'antico sito di Nakone[2], di cui si conserva traccia in due scarne indicazioni letterarie, diversi ritrovamenti numismatici e nei cosiddetti decreti di Nakone, accomunabili a quelli di Entella;
- Castello della pietra;
- Area archeologica di contrada Stretto, insediamento abitativo risalente al Neolitico, nel comune di Partanna;
- Cretto di Burri.